# Паламарчук, Валерий Сергеевич
Валерий Сергеевич Паламарчук (4 января 1985, Гусев, СССР — 9 августа 2022, Харьковская область) — российский военнослужащий, Герой Российской Федерации (2022, посмертно), старший лейтенант.

## Биография
Родился 4 января 1985 года в городе Гусеве Калининградской области.
Окончил с отличием школу № 1 в родном городе. Получил высшее образование на юридическом факультете Балтийского федерального университета имени Иммануила Канта.
Прошёл срочную службу в армии, взяв академический отпуск. После завершения обучения работал в школе посёлка Калининское учителем истории и обществознания.
В последующие годы трудился следователем в УМВД РФ по Калининградской области.
В 2015 году подписал контракт и был зачислен в танковое подразделение Западного военного округа. В 2016 году окончил Казанское высшее танковое командное училище, после чего служил командиром танка Т-72 в танковом полку армейского корпуса Береговых войск Балтийского флота в родном Гусеве.

## Участие в боевых действиях
Принимал участие в вторжении России на Украину. В боевых действиях участвовал с марта 2022 года, командир танкового взвода 18-й гвардейской мотострелковой дивизии 11-го армейского корпуса Береговых войск Балтийского флота.
По данным российских СМИ, в результате руководства Паламарчука, украинские силы не смогли вклиниться в оборону российских подразделений. Для корректировки огня Паламарчук вылез из танка, в этот момент рядом разорвался артиллерийский снаряд, старший лейтенант получил тяжёлое ранение, был доставлен в госпиталь, где скончался.
3 ноября 2022 года Золотая Звезда была передана семье Паламарчука.
Похоронен с воинскими почестями на Гусевском городском кладбище. Осталась жена Татьяна и трое детей.

## Награды и звания
- Герой Российской Федерации[7][2] (15 октября 2022 г., посмертно) — «за мужество и героизм, проявленные во время исполнения воинского долга.» 3 ноября медаль «Золотая звезда» была передана вдове Паламарчука командующим Балтийским флотом вице-адмиралом Виктором Лииной и губернатором Калининградской области Антоном Алихановым.
- Орден Мужества
- Медали

## Память
- Бюст В. С. Паламарчука торжественно открыт 1 сентября 2023 года на территории средней школы № 3 в его родном городе Гусев, а самой школе присвоено его имя[8].
- Баннер с изображением установлен на доме по улице Зои Космодемьянской в Гусеве.